# Pfrentschweiher
Pfrentschweiher ist ein Ortsteil des Marktes Eslarn im oberpfälzischen Landkreis Neustadt an der Waldnaab.

## Geographische Lage
Der Weiler Pfrentschweiher liegt rund fünf Kilometer nördlich von Eslarn am Katharinabach, der zwei Kilometer weiter westlich ab Pfrentsch den Namen Pfreimd trägt. Die Nachbarorte von Pfrentschweiher sind im Nordwesten Waidhaus, im Südosten Torfhäusl, im Süden Büchelberg und Öd im Südwesten Thomasgschieß und im Westen Pfrentsch.  Das Naturschutzgebiet Torflohe und Pfrentschwiese grenzt an.

## Geschichte
Als die Leuchtenberger Landgrafen Ulrich und Johann im Jahre 1362 mit der Anlage des 1400 Tagwerk (etwa 4,8 km²) großen Pfrentschweihers begannen, wurden dazu die Untertanen aus Eslarn und Umgebung zu harter Fronarbeit herangezogen. Die Weiherdocke wurde von italienischen Zimmerleuten geschaffen. Der Pfrentschweiher sollte der Fischzucht, der Bewässerung der Umgebung und dem Betrieb der vielen Hammerwerke und Mühlen an der Pfreimd dienen. Er war im Mittelalter der größte künstliche Stausee Bayerns. Er gehörte zur Herrschaft Pleystein.
1418 verkauften die Landgrafen zu Leuchtenberg wegen finanzieller Schwierigkeiten den Pfrentschweiher an den Pfalzgrafen Johann von Neunburg. Die Hussiten, die 1426 das Land überfielen, ließen den Pfrentschweiher ab und raubten die Fische.
In den Jahren 1605 bis 1615 baute man in Pfrentsch, dort wo heute die Brücke über die Pfreimd geht, eine neue Docke aus großen Quadersteinen.
Auch während des Dreißigjährigen Krieges wurde das Gebiet mehrfach ausgeraubt und verwüstet.
Der Pfrentschweiher war kein großer wirtschaftlicher Erfolg. Obwohl die Todesstrafe auf Fischdiebstahl stand und 1723 zur Warnung ein Galgen auf dem Weiherdamm errichtet wurde, konnte das Stehlen der Fische durch die Bewohner der Umgebung nicht verhindert werden. Schließlich wurde 1840 der Weiher zum letzten Mal abgefischt und trockengelegt.
Die erste Wiesenbauschule Bayerns wurde 1855 auf dem Gebiet des Pfrentschweihers errichtet.
Heute befindet sich das Staatsgut „Pfrentsch“ an dieser Stelle, das zur Staatlichen Lehr- und Versuchsanstalt Almesbach bei Weiden gehört.
Am 31. Dezember 1990 hatte Pfrentschweiher einen Einwohner und gehörte zur Expositur Burkhardsrieth.